# Czyszczenia wczesne
Czyszczenia wczesne – zabiegi pielęgnacyjne wykonywane w uprawie leśnej i samosiewach we wczesnej fazy rozwoju drzewostanu,  mające na celu:
- usunięcie lub przyhamowanie wzrostu zbędnych domieszek, głuszących gatunek główny lub domieszki pożądane,
- łagodzenie różnic wysokości na granicach kęp lub grup (drzew) różniących się składem gatunkowym,
- usunięcie wadliwych przerostów lub przedrostów,
- przerzedzenie przegęszczonych partii siewów lub samosiewów,
- usuwanie drzewek chorych, obumierających i obumarłych.